# Śląski Teatr Tańca
Śląski Teatr Tańca – jeden z pierwszych w Polsce teatrów tańca – obok Polskiego Teatru Tańca (PTT) z Poznania. Założony w 1991 przez Jacka Łumińskiego, tancerza i choreografa, który był dyrektorem teatru do 2013 roku. ŚTT został zlikwidowany przez władze Bytomia jesienią 2013 r.
Siedzibą Śląskiego Teatru Tańca był budynek przy ulicy Żeromskiego 27 w Bytomiu. Poza działalnością artystyczną, teatr angażował się w projekty edukacyjne i społeczne. Prowadził najstarszy i największy w Polsce festiwal taneczny – Międzynarodowa Konferencja Tańca Współczesnego. Projekty społeczne obejmowały warsztaty taneczne z niepełnosprawnymi, osobami starszymi, pracę z młodzieżą z trudnych środowisk.

## Działalność edukacyjna i Międzynarodowa Konferencja Tańca Współczesnego
Śląski Teatr Tańca ma duże zasługi na polu promocji tańca współczesnego w Polsce. Organizował regularne warsztaty dla tancerzy przez cały rok, zaś od 1994 na początku lipca odbywała się – przez dwa tygodnie – coroczna Międzynarodowa Konferencja Tańca Współczesnego i Festiwal Sztuki Tanecznej. Podczas Konferencji prowadzone były intensywne warsztaty taneczne, gromadzące ludzi z całego kraju, a prowadzone zarówno przez zespół ŚTT, jak i profesjonali stów z zagranicy. Zajęciom dla tancerzy towarzyszyły: warsztaty pisania o tańcu (dla krytyków) oraz warsztaty fotografii tańca i warsztaty menadżerów sztuki.
W ramach teatru funkcjonowało Studio Teatru Fizycznego, kształcące młodzież od 16. roku życia. Studio założył Leszek Stanek, 3 lipca 2006 miało ono swoją pierwszą premierę – spektakl Villa Evra pokazany w bytomskiej poniemieckiej willi przy ulicy Okulickiego, w ramach XIII Międzynarodowej Konferencji. Koordynacją studia zajmowała się m.in. Ewa Zawada.

## Wyższa Szkoła Sztuk Performatywnych i biblioteka
Śląski Teatr Tańca przyczynił się do otwarcia pierwszej w Polsce wyższej uczelni, kształcącej artystów zajmujących się teatrem tańca i tańcem współczesnym. Wyższa Szkoła Sztuk Perfomatywnych miała zostać otwarta w roku 2007. W październiku 2005 odbył się nabór do programu pilotażowego, mającego na celu wypracowanie rozwiązań i programu Szkoły. Zajęcia prowadzili polscy i zachodnioeuropejscy specjaliści w zakresie tańca, zarówno praktycy – tancerze ŚTT, Hilke Diemer, jak krytycy i teoretycy – Katja Schneider, Roman Arndt etc. Równolegle trwały prace nad otwarciem w Bytomiu biblioteki tanecznej, gromadzącej fachową literaturę.
22 września 2006 Jacek Łumiński i rektor krakowskiej PWST Jerzy Stuhr, zapowiedzieli na konferencji prasowej w Bytomiu, że projekt Wyższej Szkoły Sztuk Perfomatywnych przekształci się w wydział zamiejscowy krakowskiej szkoły teatralnej. Nabór na studia aktorsko-taneczne w Bytomiu miał ruszyć już od roku akademickiego 2007/08. W tymże roku akademickim studenci rozpoczęli jednak naukę na specjalizacji „aktor teatru tańca” w Krakowie, na razie bez tworzenia osobnej jednostki uczelnianej.

## Tancerze
Z reguły tancerzy tworzących ŚTT było dziewięcioro. Od roku 1993 przez zespół przewinęło się bardzo wielu tancerzy, działających obecnie w krajowych lub zagranicznych zespołach, ewentualnie jako tancerze niezależni.
Zespół Śląskiego Teatru Tańca tworzyli:
- Andrzej Morawiec
- Agnieszka Noster
- Mariusz Olszewski
- Grzegorz Urbańczyk
- Marek Wasążnik
- Beata Wojciechowska
- Sylwia Hefczyńska-Lewandowska – obecnie pedagog na Wydziale Teatru Tańca w Bytomiu
- Sebastian Zajkowski
- Jacek Szwesta
- Tomasz Graczyk
- Robert Wasiewicz
- Katarzyna Sikora
- Ali Akabali
- Anna Piec
- Agnieszka Doberska
- Daniel Galaska
- Aleksander Kopański
- Korina Kordova – obecnie tancerka niezależna (Polska/Brazylia)
- Anna Krysiak – obecnie tancerka niezależna, współpracuje z W&M Physical Theatre (Polska/Kanada)
- Eva Lackova
- Wojciech Mochniej – obecnie W&M Physical Theatre, założyciel, dyrektor artystyczny i choreograf
- Song Nan
- Beata Owczarek – obecnie Teatr Otwartej Kreacji w Krakowie
- Janusz Skubaczkowski – obecnie Teatr Otwartej Kreacji w Krakowie, prodziekan Wydziału Teatru Tańca w Bytomiu
- Anita Wach – obecnie tancerka niezależna, współpracuje między innymi z Teatrem Bretoncaffe
- Tomasz Wygoda – aktor i choreograf, pracował między innymi przy spektaklach Krystiana Lupy, Pawła Miśkiewicza, Jana Peszka, Krzysztofa Warlikowskiego, tańczył również u Conrada Drzewieckiego (Poznań) i Henrietty Horn (Niemcy)
- Tomasz Wesołowski
- Magdalena Sokołowska